# B-396
Le B-396 (russe : Б-396)  est un ancien sous-marin d'attaque conventionnel de la marine soviétique du Projekt 641B-Com (code OTAN - classe Tango)  mis en service en 1980 dans la flotte du Nord et décommissionné en 1998. Il est exposé au Musée de la marine à Moscou  en tant que navire musée depuis 2007.

## Galerie

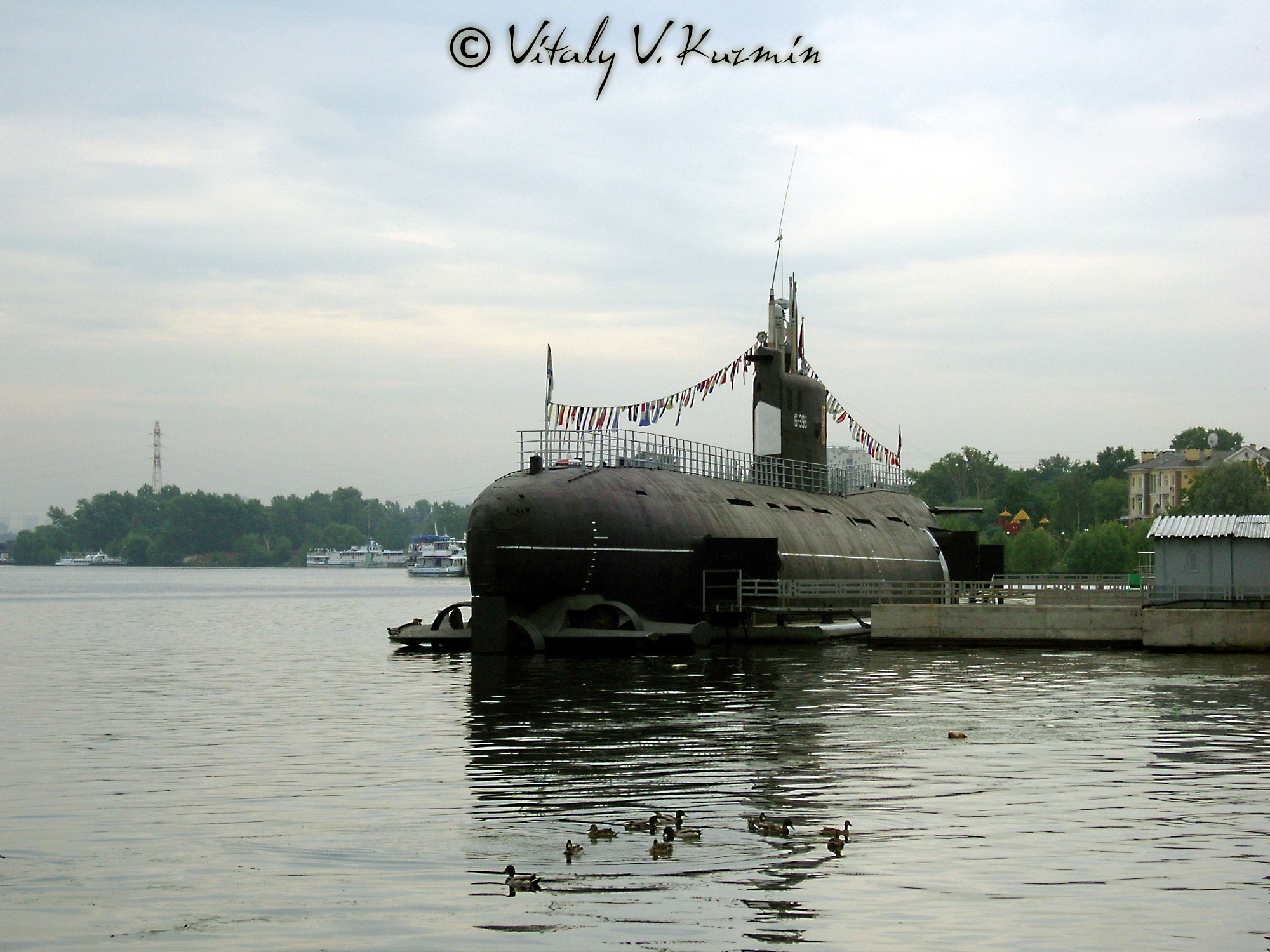
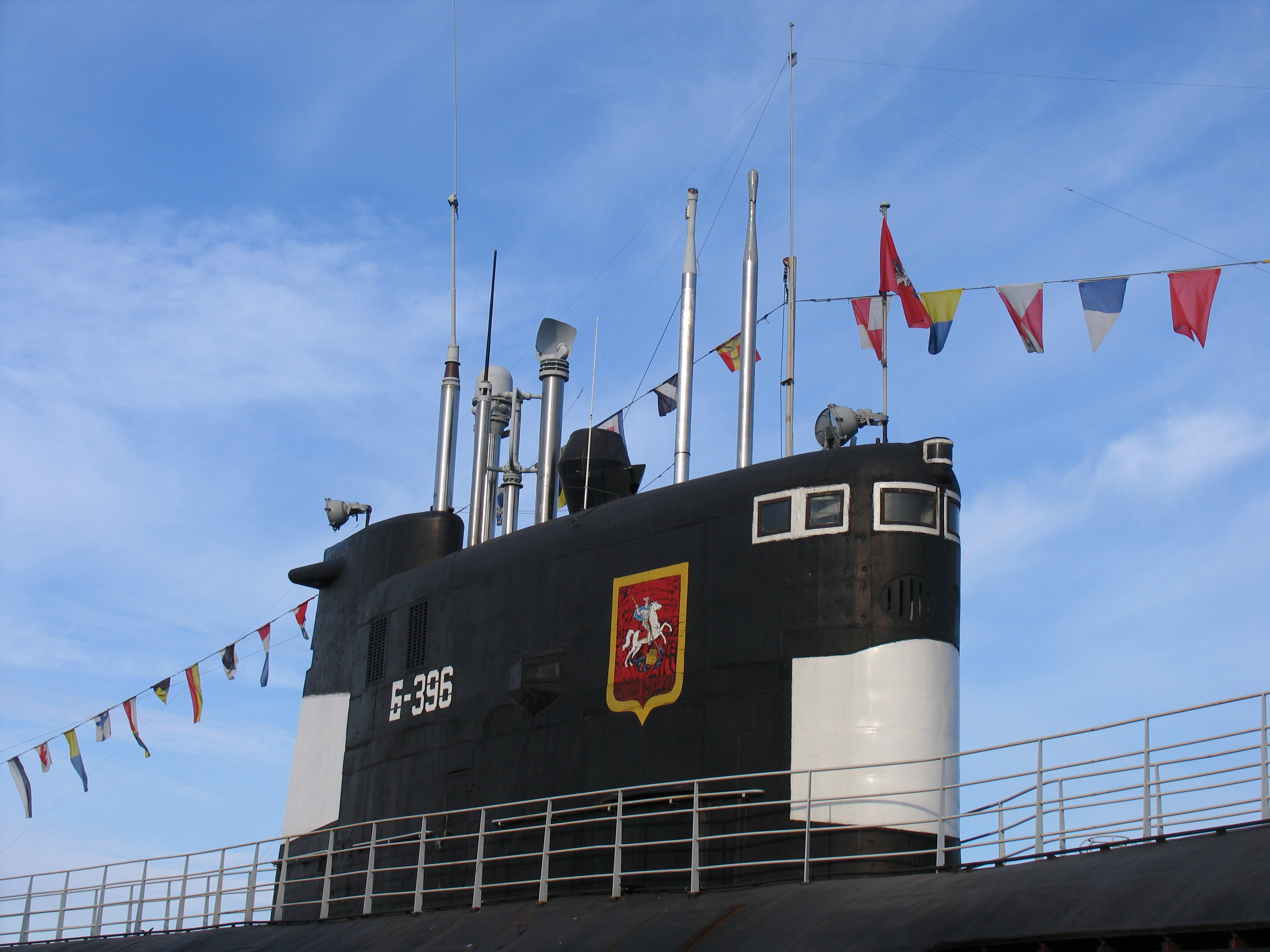
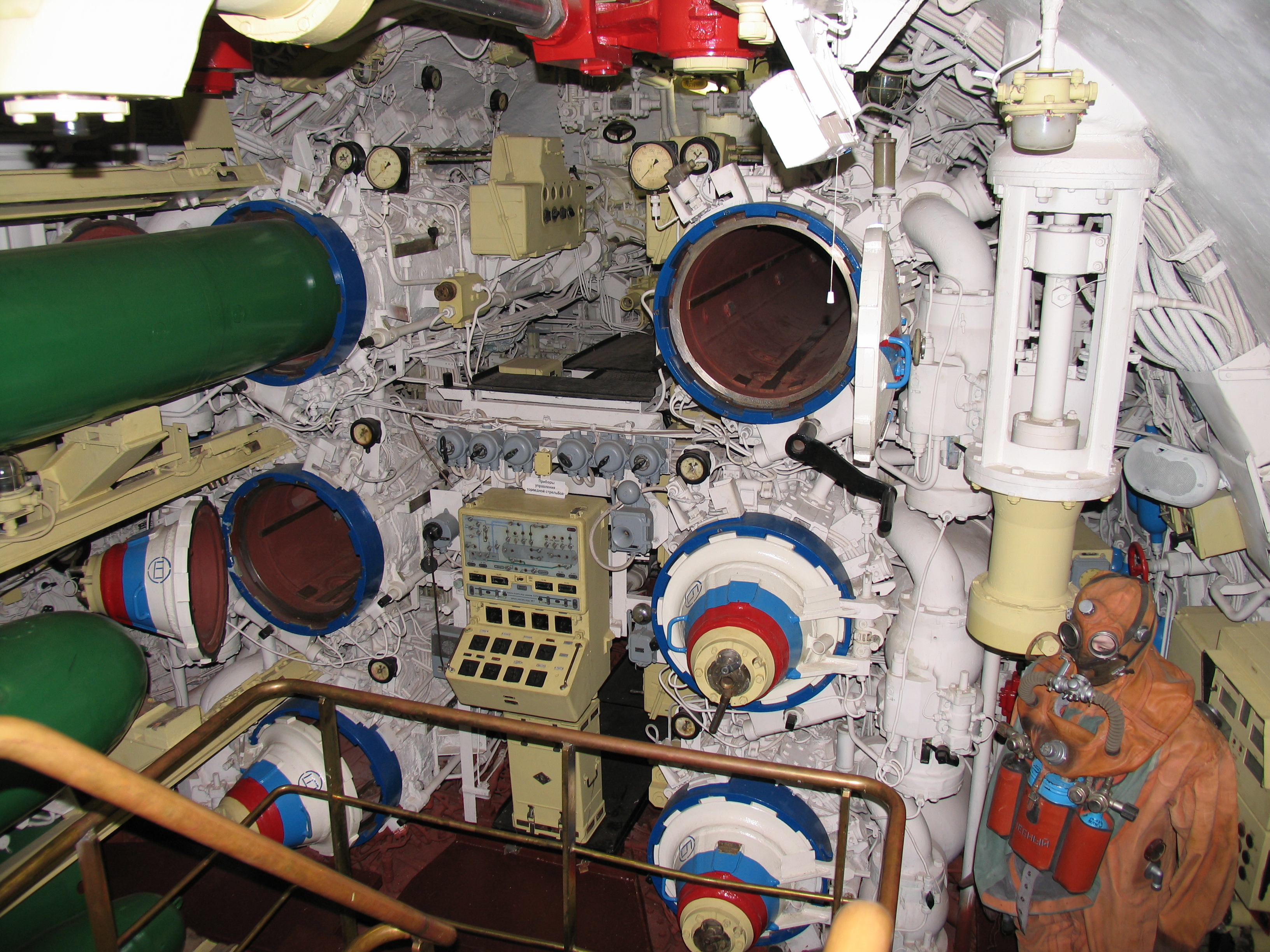